# Champagne-en-Valromey

Champagne-en-Valromey este o comună în departamentul Ain din estul Franței.